# ماركوس كار
ماركوس كار (20 يوليو 1979 في الولايات المتحدة - ) (بالإنجليزية: Markus Carr)‏ هو لاعب كرة سلة أمريكي في مركز هجوم خلفي. لعب مع Guaiqueríes de Margarita ‏.

## وصلات خارجية
- ماركوس كار على موقع كلية كرة السلة في سبورتس رفرنس.كوم (الإنجليزية)
- ماركوس كار على موقع ريلجم (الإنجليزية)
- ماركوس كار على موقع بروبوليرز (الإنجليزية)